# Damnamenia
Damnamenia é um género botânico pertencente à família Asteraceae.